# Burin (Terranova y Labrador)
Burin es un pueblo canadiense situado en la provincia de Terranova y Labrador.

## Superficie
Burin tiene una superficie de 34,49 km².

## Demografía
En 2021, tenía 2237 habitantes, una densidad poblacional de 64,9 hab./km², y 1155 viviendas.